# تحرير المثليين

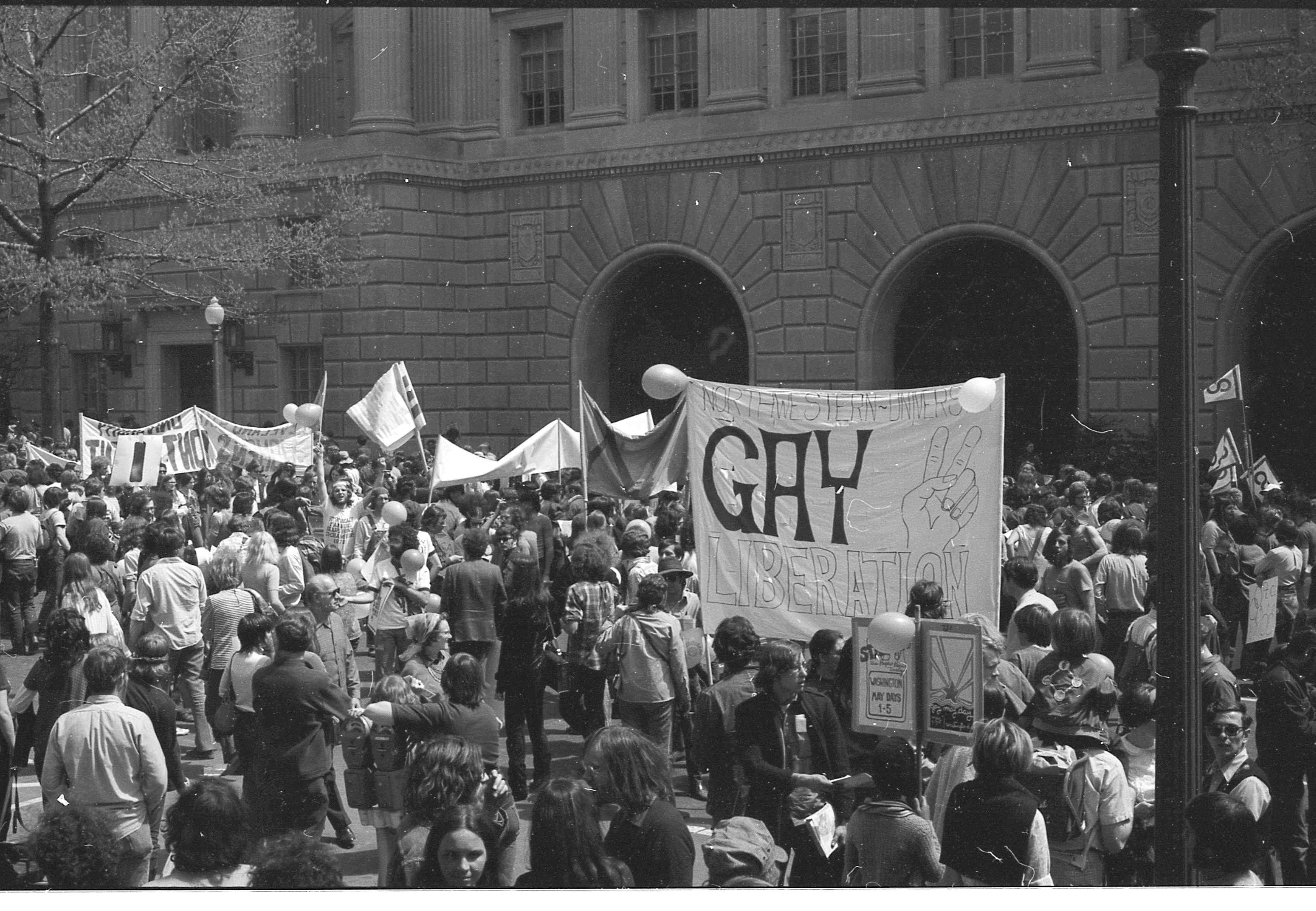
مظاهرة لحركة تحرير المثليين عام 1970

حركة تحرير المثليين حركة اجتماعية وسياسية امتدت من أواخر ستينيات القرن العشرين حتى منتصف ثمانينيات القرن العشرين، وحثّت المثليات والمثليين على الانخراط في عمل راديكالي مباشر، والتصدي للعار المجتمعي بفخرٍ مثلي. كان الشكل الأساسي للنشاط -بروح النسوية للشخصية السياسية- هو التركيز على الإفصاح عن الميول أمام العائلة والأصدقاء والزملاء، والعيش كمثلي أو مثلية علانية.
كانت حانة نزل ستونوول في حي قرية غرينتش بمانهاتن موقعًا لأعمال شغب ستونوول في يونيو عام 1969، وأصبحت مهدًا لحركة حقوق المثليين الحديثة وحركة تحرير المثليين. عُرفت المسيرات السياسية السنوية عبر المدن الكبرى خلال تلك الفترة، والتي أُقيمت عادة في يونيو (لإحياء ذكرى انتفاضة ستونوول) باسم مسيرات «تحرير المثليين». لم تسمى المسيرات «مسيرات فخر المثليين» حتى وقت متأخر من سبعينيات القرن العشرين (في مراكز المثليين الحضرية)، وفي ثمانينيات القرن العشرين (في المجتمعات الأصغر). ضمت الحركة مجتمع المثليين والمثليات في أمريكا الشمالية وأمريكا الجنوبية وأوروبا الغربية وأستراليا ونيوزيلندا.
يُعرف تحرير المثليين أيضًا بصلته بالثقافة المضادة في ذلك الوقت (مجموعات مثل الأديان الراديكالية على سبيل المثال)، وبنيّة المدافعين عن تحرير المثليين لتغيير أو إلغاء المؤسسات الأساسية للمجتمع مثل النوع الاجتماعي والأسرة النووية، إذ كانت السياسة راديكالية ومناهضة للعنصرية ومناهضة للرأسمالية بشكل عام. عُمل على رفع الوعي واتُّخذت إجراءات مباشرة من أجل تحقيق هذا التحرير. في حين أدى رفع الوعي والنشاط فيما يخص فيروس نقص المناعة البشرية/ الإيدز (في مجموعات مثل أكت أب) إلى تطرف موجة جديدة من المثليات والمثليين في ثمانينيات القرن العشرين، وباستمرار وجود الجماعات الراديكالية، أُزيلت راديكالية حركة تحرير المثليين في التيار الرئيسي في أوائل تسعينيات القرن العشرين، من قبل رجال مثليين بيض أعلنوا عن مثليتهم حديثًا وكانوا ذوي سياسة استيعابية، وشددوا على الحقوق المدنية وتيارات السياسة السائدة.
يشير مصطلح تحرير المثليين أحيانًا إلى الحركة الأوسع لتحرير أفراد مجتمع الميم من الاضطهاد الاجتماعي والقانوني. يُستخدم مصطلح حركة تحرير المثليين في بعض الأحيان بشكل مترادف أو على نحو تبادلي مع حركة حقوق المثليين. شُكّلت لجنة يوم كريستوفر ستريت للتحرير في مدينة نيويورك للاحتفال بالذكرى السنوية الأولى لأعمال شغب ستونوول في يونيو 1969، وبداية التقاليد الدولية لمناسبة أواخر يونيو للاحتفال بفخر المثليين. تُعرف مهرجانات فخر المثليين السنوية في برلين وكولونيا والمدن الألمانية الأخرى باسم أيام كريستوفر ستريت «سي إس ديس».

## أصول وتاريخ الحركة
لم تُذكر أعمال شغب ستونوول لعام 1969 في نيويورك بشكل عام على أنها الشرارة التي أنتجت حركة جديدة، لكن تعود الأصول إلى ما قبل هذه الأحداث الأيقونية. لم تكن مقاومة المسلحين لعمليات مداهمة الشرطة شيئًا جديدًا: إذ قاوم الزبائن مداهمة للشرطة على «مولي هاوس» (مكان التقاء المثليين) في لندن. كانت الحركات المنظمة -وخاصة في أوروبا الغربية- نشطة منذ القرن التاسع عشر، إذ أنتجت منشورات وشكلت مجموعات اجتماعية وحملات من أجل الإصلاح الاجتماعي والقانوني. تُعرف حركات تلك الفترة التي سبقت تحرير المثليين مباشرة- من نهاية الحرب العالمية الثانية حتى أواخر ستينيات القرن العشرين- مجتمعةً باسم حركة المثليين (هوموفيل). وُصفت حركة المثليين أنها «محافظة سياسيًا»، على الرغم من اعتبار دعواتها للقبول الاجتماعي للحب المثليّ، وجهات نظر هامشية متطرفة من قبل الثقافة السائدة في ذلك الوقت.

## ستينيات القرن العشرين
عانت مدينة نيويورك في أوائل ستينيات القرن العشرين، تحت إدارة العمدة روبرت فاغنر، من المضايقات ضد مجتمع المثليين، خاصة من قبل شرطة نيويورك. شكّل المثليون موضوعًا لحملة من أجل تخليص المدينة من غير المرغوب فيهم. وحدها المافيا من امتلكت القوة والموارد المالية لتشغيل حانات ونوادي المثليين نتيجة لذلك. دعا ديك ليتش، رئيس جمعية ماتاتشين في نيويورك بحلول عام 1965- متأثرًا بخطابات فرانك كاميني في أوائل ستينيات القرن العشرين- إلى العمل المباشر، ونظمت المجموعة أول مظاهرات عامة للمثليين، وخطوط اعتصام في ستينيات القرن العشرين. ناصر كاميني مؤسس جمعية ماتاتشين في واشنطن في عام 1961، العمل النضالي مستذكرًا حملة الحقوق المدنية للسود، في الوقت الذي جادل فيه أيضًا من أجل أخلاقية المثلية الجنسية.
لم تسمح هيئة الخمور في ولاية نيويورك (إس إل إيه) بأن يُخدم المثليون جنسياً في الحانات المرخصة في الولاية تحت طائلة إلغاء رخصة تشغيل الحانة. أُكّد هذا الحرمان من المساكن الحكومية بقرار من المحكمة في أوائل أربعينيات القرن الماضي. توصلت دراسة قانونية حول قانون المشروبات الكحولية في المدينة بتكليف من ماتاتشين في نيويورك إلى أنه لا يوجد قانون في حد ذاته يحظر تجمع المثليين في الحانات، إلا أن القوانين تحظر السلوك غير المنضبط في الحانات، والذي فسرته هيئة الخمور في ولاية نيويورك على أنه سلوك مثلي.
أبلغ ليتش الصحافة أن ثلاثة أعضاء من ماتاتشين في نيويورك سيحضرون إلى الجانب الشرقي السفلي من المدينة، ويعلنوا عن مثليتهم، ويقدموا شكوى إلى هيئة الخمور في ولاية نيويورك بمجرد رفض تقديم الخدمة لهم. عُرف ذلك باسم «رشفه- سيب إن» ونجح فقط في المحاولة الثالثة في حانة يوليوس في قرية غرينتش. حظي ما دُعي بـ «سيب إن» باهتمام إعلامي واسع، ومنعت الإجراءات القانونية الناتجة ضد هيئة الخمور في ولاية نيويورك في نهاية المطاف الوكالة من إلغاء التراخيص على أساس الإغواء مثلي الجنس في عام 1967.
ألهمت أنباء عن معسكرات العمل في السجون الكوبية للمثليين- في بداية الاحتجاج من أجل حقوق المثليين- جمعية ماتاتشين لتنظيم الاحتجاجات في الأمم المتحدة والبيت الأبيض، في عام 1965.
كانت المنظمة في السنوات التي سبقت عام 1969، فعالةً أيضًا في دفع مدينة نيويورك لتغيير سياستها المتمثلة في إيقاع الشرطة بالرجال المثليين، وإلغاء ممارسات التوظيف المخصصة لاستبعاد المثليين. لا ينبغي مع ذلك التقليل من أهمية إدارة جون ليندسي الجديدة واستخدام وسائل الإعلام من قبل ماتاتشين نيويورك في إنهاء أفخاخ الشرطة. اكتسب ليندسي في وقت لاحق سمعة لوضعه تركيزًا كبيرًا في إخماد المشاكل الاجتماعية في المدينة، ويجب أن ينظر إلى منصبه الذي تزامن مع نهاية الانحباس على أنها مهمة. قامت مجموعة من نيويورك تدعى حركة الشباب المثليين في الأحياء (إتش واي إم إن) في أواخر عام 1967، وتبنت عملية من شخص واحد من قبل كريغ رودويل، شعاري «قوة المثلي» و«المثلي جيد» في منشورها إتش واي إم إن إيه إل.
كانت ستينيات القرن العشرين وقتًا سادت فيه الاضطرابات الاجتماعية في الغرب، وأثرت الثورة الجنسية والثقافة المضادة على التغييرات في الثقافة الفرعية المثلية، والتي تضمنت المكتبات والصحف والمجلات المباعة علنًا، ومركزًا اجتماعيًا في الولايات المتحدة. شهدت لوس أنجلوس خلال ذلك الوقت أول حركةٍ كبيرة للمثليين. تسلل العديد من ضباط الشرطة في ثياب مدنية إلى حانة بلاك كات في عام 1967، ليلة رأس السنة الجديدة. اعتدى الضباط على عدة زبائن بالضرب بعد القبض على العديد منهم بسبب تبادلهم القبل احتفالًا بهذه المناسبة، واعتقلوا في نهاية المطاف 16 آخرين من الحاضرين بمن فيهم ثلاثة سُقاة. أدى ذلك إلى حدوث أعمال شغب في المنطقة المجاورة، وتحولت في نهاية المطاف إلى مظاهرة مدنية من 200 من الحضور بعد عدة أيام احتجاجًا على المداهمات. قوبل الاحتجاج بسريات من رجال الشرطة المسلحين. انطلقت مجلة ذا أدفوكيت ومنظمة كنيسة المجتمع الميتروبولي من هذا الحدث (بقيادة القس تروي بيري).

## وصلات خارجية
- Stuart A. Rose Manuscript, Archives, and Rare Book Library, Emory University: Lesbian, Gay, Bisexual, Transgender, Queer collection, 1969-2019